# Tvorba (časopis, 1945–1962)
Tvorba byl radikálně levicový týdeník pro literaturu a kritiku, vydávaný v letech 1945–1952 a 1957-1962 Ústředním výborem KSČ. Pod stejným názvem byl za První republiky vydáván kulturní časopis Tvorba (časopis, 1925–1938) založený F. X. Šaldou a od roku 1969 normalizační týdeník Tvorba (časopis, 1969-1991).

## Vznik a zaměření časopisu
Tvorba navazovala na předválečný časopis (přesněji na jeho komunistické období pod vedením Julia Fučíka v letech 1929-1938. Ročník 1945 proto byl číslován 14. Kulturním otázkám list věnoval menší pozornost. Vydáván byl Ústředním výborem KSČ v nakladatelství Rudé právo.
Stanislav Kostka Neumann stanovil v prvním čísle hlavní zaměření časopisu:
- Boj proti fašismu, nacismu a reakci.
- Obrana Sovětského svazu a práce i výchova k správnému pochopení a poznání jeho pravé velikosti.
- Dialekticko-materialistickou kritikou všech význačných jevů ţivota seznamovati nejširší veřejnost s marxisticko-stalinskou naukou, popularisovat ji, šířit ji, aby se zmocňovala největšího počtu mozků a srdcí[2]

V únoru 1948 se Tvorba postavila jednoznačně na stranu komunistického převratu, zejména proti národně socialistické straně a jejímu ministru vnitra Prokopu Drtinovi. V březnu 1950 se časopis zúčastnil kampaně proti Jaroslavu Seifertovi a jeho sbírce Píseň o Viktorce.

## Dočasné přerušení vydávání časopisu
Na podzim 1951 kritizoval politický sekretariát ÚV KSČ Tvorbu za její příliš radikální postoje. Poslední číslo vyšlo v únoru 1952.  V souvislosti s uvolňováním politických poměrů po 20. sjezdu KSSS bylo vydávání obnoveno v roce 1957 a Tvorba vycházela až do roku 1962.

## Období 1957—1962
V tomto období již Tvorba nepřinášela zásadní témata. Mírně se rozšířil okruh autorů mladší generace.  Na konci roku 1962 byl tisk Tvorby spolu s týdeníkem Kultura zastaven. Od roku 1963 je nahradil týdeník Kulturní tvorba.

## Osobnosti časopisu
Z počátku vedl oficiálně Tvorbu Stanislav Kostka Neumann (1875—1947). Největší vliv na její podobu ale měl komunistický ideolog, člen ÚV KSČ Gustav Bareš (1910—1979), který byl současně šéfredaktorem Rudého práva. Dalšími byli např. Ladislav Štoll (1902—1981) nebo básník Jiří Taufer (1911—1986), též členové ÚV KSČ.
V období 1957—1962 přispívali i autoři mladší generace, např.Jiří Gruša, Miroslav Florian, Miroslav Holub, J. R. Pick, Radko Pytlík, Ivan Wernisch a další.